# Ödbraunetsrieth

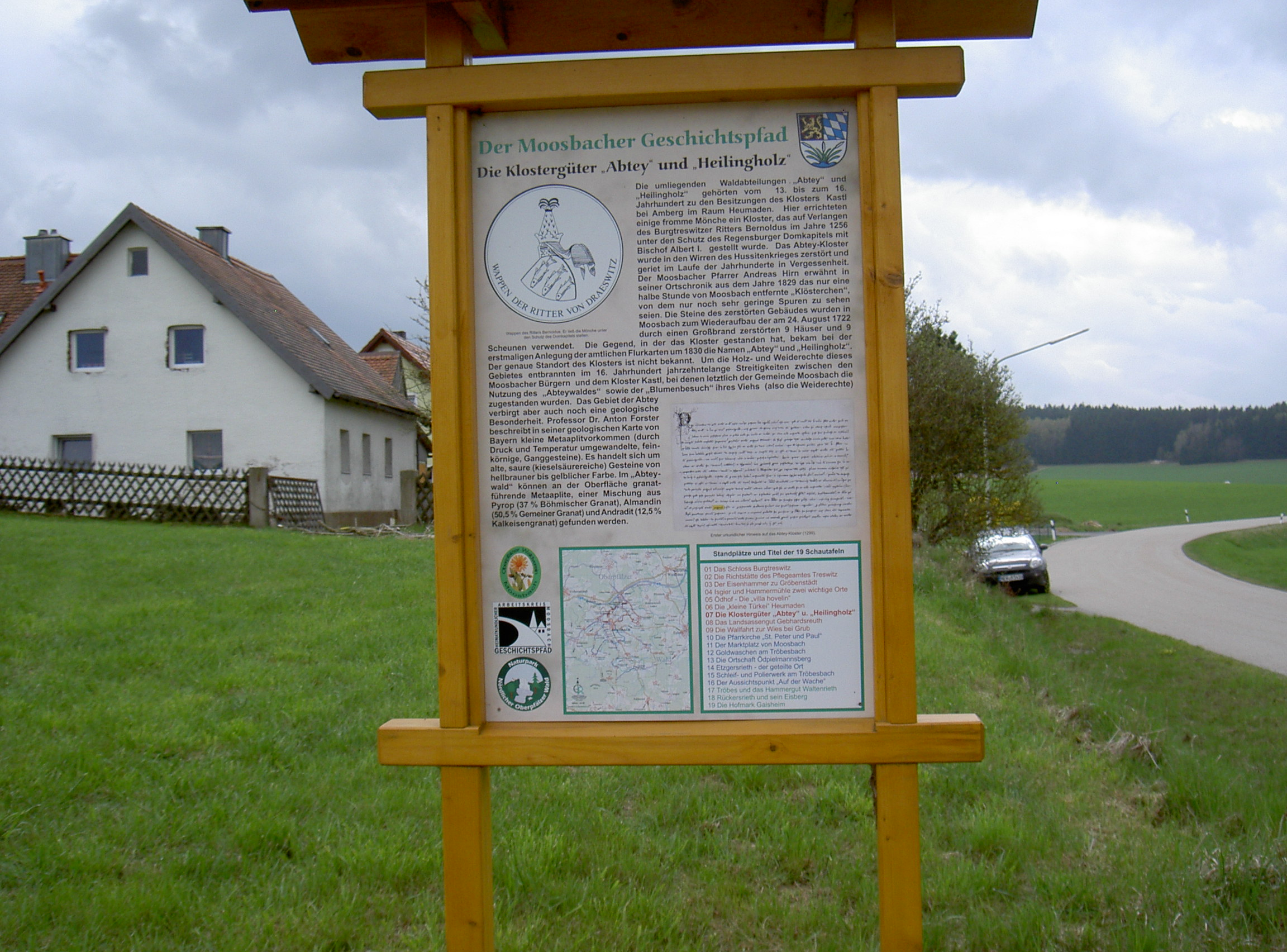
Ödbraunetsrieth Informationstafel

Ödbraunetsrieth ist ein Gemeindeteil des Marktes Moosbach im Oberpfälzer Landkreis Neustadt an der Waldnaab, Bayern.

## Geographische Lage
Das Dorf Ödbraunetsrieth liegt an der Staatsstraße 2155 etwa 3 km östlich von Moosbach am Hang des 611 m hohen Abteiholzes. In Ödbraunetsrieth entspringt der Ödbraunetsrieder Bach, der südlich von Fluröd durch den Oberen Weiher fließt und etwa 5 km weiter nordwestlich in die Pfreimd mündet.

## Geschichte
Zum Stichtag 23. März 1913 (Osterfest) wurde Ödbraunetsrieth als Teil der Pfarrei Moosbach mit 12 Häusern und 54 Einwohnern aufgeführt.
Am 31. Dezember 1990 hatte Ödbraunetsrieth 56 Einwohner und gehörte zur Pfarrei Moosbach.